# Vilar (Zas)
Vilar (llamada oficialmente San Pedro de Vilar) es una parroquia y una aldea española del municipio de Zas, en la provincia de La Coruña, Galicia.

## Entidades de población
Entidades de población que forman parte de la parroquia:
- Artón
- Pazos
- Quintáns
- Saconde
- Sandrejo[4] (Sandrexo)
- Vilar

## Demografía

### Parroquia
| Gráfica de evolución demográfica de Vilar (parroquia) entre 2000 y 2019 |
|                                                                         |
| Datos según el nomenclátor publicado por el INE.                        |

### Aldea
| Gráfica de evolución demográfica de Vilar (aldea) entre 2000 y 2019 |
|                                                                     |
| Datos según el nomenclátor publicado por el INE.                    |